# Christina Morfowa
Christina Wasilewa Morfowa (bułg. Христина Василева Морфова; ur. 24 kwietnia 1887 w Starej Zagorze, zm. 1 czerwca 1936 przy Pirdopie) – bułgarska śpiewaczka operowa, sopran.
Stała się znana dzięki koncertom w Pradze, Sofii i innych teatrach operowych w Europie. Jako członkini Narodowego Teatru Opery i Baletu w Sofii, wykładała również w Narodowej Akademii Muzycznej w Sofii do 1935 roku. Zginęła w wypadku drogowym przy Karłowie w wieku 47 lat.

## Życiorys
Morfowa rozpoczęła studia ekonomiczne w Pradze w 1906 roku. Wkrótce potem wstąpiła do Konserwatorium Praskiego, gdzie uczyła się śpiewu pod kierunkiem Marii Pivodovej.
Debiutowała w 1910 roku w Brnie, gdzie śpiewała w operze Sprzedana narzeczona Bedřicha Smetany. Po roku w Paryżu, gdzie studiowała pod kierunkiem Jacques’a Isnardona, wróciła do Sofii w 1912 roku, aby zagrać w bułgarskiej premierze Sprzedanej narzeczonej w roli Marzenki.